# 特罗伊茨科耶农村居民点 (利斯基区)
特罗伊茨科耶农村居民点（俄语：Троицкое сельское поселение）是俄罗斯联邦沃罗涅日州利斯基区所属的一个农村居民点。其下辖有1个居民点，行政中心为特罗伊茨科耶。据2016年统计，该农村居民点的人口为1076人。